# کانیته لا ریال
کانیته لا ریال (به اسپانیایی: Cañete la Real) یک دهستان اسپانیا است که در استان مالاگا واقع شده‌است.

## خصوصیات
کانیته لا ریال ۱۶۵ کیلومترمربع مساحت و ۲٬۰۱۴ نفر جمعیت دارد و ۷۳۳ متر بالاتر از سطح دریا واقع شده‌است.

## خواهرخوانده
شهر سانت سادورنی د آنیا خواهرخواندهٔ کانیته لا ریال هست.